# 唐摭言
《唐摭言》，唐末五代南昌人王定保撰，凡十五卷。

## 簡介
《唐摭言》的書名含有謙意，摭字本身是“摘取”之意，是專記唐代科舉之筆記小說。全书15卷，分103门，記述大量唐代科舉取士之文化、詩人雅士之遺聞佚事，多記正史所不詳述者，例如卷一載「貢舉釐革并行鄉飲酒」，提到鄉飲酒禮，卷二「恚恨」載：“聖唐有天下，垂二百年，登進士科者，三千餘人。”李慈銘指出：“唐人登科記等盡佚，僅存此書，故為考科名者所不可少。”徐松之《登科记考》多引用此書，但也有一些失誤，例如徐松據《唐摭言》考定孟啟於乾符元年登進士，後孟二冬補正為乾符二年。四庫館臣評價《唐摭言》：“是書述有唐一代貢舉之制特詳，多史志所未及。其一切雜事，亦足以覘名場之風氣，驗士習之淳澆。法戒兼陳，可為永鑑。”岑仲勉有《跋唐摭言》。

## 版本
- 《雅雨堂丛书》本
- 《学津讨原》本
- 《稗海》本，为删节本